# 선유도초등학교
선유도초등학교는 대한민국 전북특별자치도 군산시에 있었던 공립 초등학교이다.

## 학교 연혁
- 1946년 4월 1일: 선유도국민학교 설립인가
- 1946년 4월 10일: 개교
- 2024년 8월 31일: 78년만에 폐교[1]

## 참고 자료
- 선유도초등학교 - 한국교육학술정보원 학교알리미